# With You (canção de Mariah Carey)
"With You" é uma canção da cantora e compositora norte-americana Mariah Carey, lançada em 4 de outubro de 2018, Epic Records como o primeiro single do décimo quinto álbum de estúdio de Carey, Caution. "With You" foi escrita por Carey e DJ Mustard, com o último também servindo como produtor da canção. A faixa foi anunciada em 2 de outubro de 2018, juntamente com sua capa oficial.
"With You" é uma balada "aveludada", com uma batida de estalo de dedo, e um som de piano bem equilibrado. Sua letra fala sobre uma mulher em busca de segurança e proteção, e seu parceiro prometendo seu amor.
A canção ficou em oitavo lugar na parada húngara Hungary Single Top 40, e na posição de número quatro na parada americana de vendas digitais US R&B Digital Song Sales. O videoclipe, dirigido por Sarah McColgan, foi lançado em 10 de outubro de 2018. Suas cenas são em preto e branco, e mostram Carey criando uma sensação de intimidade enquanto salienta sua vida exuberante, fazendo pose em diferentes pontos da cidade de Los Angeles. A canção foi apresentada ao vivo pela primeira vez no American Music Awards de 2018.

## Antecedentes e composição
"With You" foi escrita por foi escrita por Carey e DJ Mustard, com o último também servindo como produtor da canção. A faixa foi anunciada em 2 de outubro de 2018, juntamente com sua capa oficial, e foi lançado dois dias depois, em 4 de outubro, servindo como o primeiro single do décimo quinto álbum da cantora, Caution (2018), e foi precedido pelo single promocional "GTFO". "With You" é uma balada "aveludada", com uma batida de estalo de dedo, e um som de piano bem equilibrado. Sua letra fala sobre uma mulher em busca de segurança e proteção, e seu parceiro prometendo seu amor. O final da canção conta com um dos famosos assobios em alto tom de Carey.

## Recepção da Crítica
"With You" recebeu críticas positivas dos críticos. Spencer Kornhaber, do Atlantic , elogiou "With You", afirmando que ele "não consegue parar de tocá-lo", e opinou que Carey "considera o romance com uma atitude de olhos abertos". Ao escrever para a Rolling Stone, Brittany Spanos chamou a música de "saboroso slow jam" e elogiou o desempenho vocal de Carey
Chris DeVille, da Stereogum, a descreveu como "um tipo diferente de balada: quente, orgânica, construída com pouco mais que piano gospel e anos 80", acrescentando "Quando ela se inclina no gancho, [...] você sente isso também". 